# Eleição municipal de Ubá em 2016
A eleição municipal de Ubá em 2016 foi realizada para eleger um prefeito, um vice-prefeito e 11 vereadores no município de Ubá, no estado brasileiro de Minas Gerais. Foram eleitos Edson Teixeira Filho (Partido Humanista da Solidariedade) e Vinicius Samor de Lacerda para os cargos de prefeito(a) e vice-prefeito(a), respectivamente. Seguindo a Constituição, os candidatos são eleitos para um mandato de quatro anos a se iniciar em 1º de janeiro de 2017. A decisão para os cargos da administração municipal, segundo o Tribunal Superior Eleitoral, contou com 69 602 eleitores aptos e 12 953 abstenções, de forma que 18.61% do eleitorado não compareceu às urnas naquele turno. 

## Resultados

### Eleição municipal de Ubá em 2016 para Prefeito
A eleição para prefeito contou com 5 candidatos em 2016: Samuel Gazolla Lima do Partido Comunista do Brasil, Aldeir Augusto Ferraz do Partido dos Trabalhadores, Oswaldo Peixoto Guimarães do Partido Verde (Brasil), Edson Teixeira Filho do Partido Humanista da Solidariedade, José do Carmo da Silva do Podemos (Brasil) que obtiveram, respectivamente, 12 930, 5 718, 11 092, 17 335, 573 votos. O Tribunal Superior Eleitoral também contabilizou 18.61% de abstenções nesse turno.
| Candidato(a)                   | Vice                         | Coligação                   | Votos recebidos | Percentual |
| ------------------------------ | ---------------------------- | --------------------------- | --------------- | ---------- |
| Edson Teixeira Filho (PHS)     | Vinicius Samor de Lacerda    | Unidos Por Uba              | 17335           | 36.38%     |
| Samuel Gazolla Lima (PCdoB)    | Augustsmidt Riani            | Renovação Com Experiencia   | 12930           | 27.14%     |
| Oswaldo Peixoto Guimarães (PV) | Anderson Caneschi Badaró     | União e Trabalho            | 11092           | 23.28%     |
| Aldeir Augusto Ferraz (PT)     | Norton Antonio Fagundes Reis | Ubá Merece Seguir em Frente | 5718            | 12%        |
| José do Carmo da Silva (PODE)  | Marcos Antonio da Silva      | Podemos (sem coligação)     | 573             | 1.2%       |

### Eleição municipal de Ubá em 2016 para Vereador
Na decisão para o cargo de vereador na eleição municipal de 2016, foram eleitos 11 vereadores com um total de 50 294 votos válidos. O Tribunal Superior Eleitoral contabilizou 3 083 votos em branco e 3 272 votos nulos. De um total de 69 602 eleitores aptos, 12 953 (18.61%) não compareceram às urnas.
| Nome                               | Partido político                               | Coligação                                          | Votos recebidos | Percentual |
| ---------------------------------- | ---------------------------------------------- | -------------------------------------------------- | --------------- | ---------- |
| Rosangela Maria Alfenas de Andrade | Partido da Social Democracia Brasileira (PSDB) | União e Trabalho                                   | 2904            | 5.77%      |
| Gilson Fazolla Filgueiras          | Partido Verde (PV)                             | União e Trabalho                                   | 1478            | 2.94%      |
| Jane Cristina Lacerda Pinto        | Partido Humanista da Solidariedade (PHS)       | Partido Humanista da Solidariedade (sem coligação) | 1062            | 2.11%      |
| Jorge Custodio Gervasio            | Partido Humanista da Solidariedade (PHS)       | Partido Humanista da Solidariedade (sem coligação) | 1062            | 2.11%      |
| Antero Gomes de Aguiar             | Partido dos Trabalhadores (PT)                 | Partido dos Trabalhadores (sem coligação)          | 1003            | 1.99%      |
| Jose Roberto Reis Filgueiras       | Partido Republicano Brasileiro (PRB)           | Juntos Podemos Mais                                | 835             | 1.66%      |
| Luis Carlos Teixeira Ribeiro       | Partido Humanista da Solidariedade (PHS)       | Partido Humanista da Solidariedade (sem coligação) | 799             | 1.59%      |
| Darci Pires da Silva               | Democracia Cristã (DC)                         | Democracia Cristã (sem coligação)                  | 767             | 1.53%      |
| Edeir Pacheco da Costa             | Progressistas (PP)                             | Progressistas (sem coligação)                      | 755             | 1.5%       |
| Joseli Anisio Pinto                | Partido Comunista do Brasil (PCdoB)            | Partido Comunista do Brasil (sem coligação)        | 742             | 1.48%      |
| Alexandre de Barros Mendes         | Partido Republicano Brasileiro (PRB)           | Juntos Podemos Mais                                | 679             | 1.35%      |